# Zamarła Turnia (film)

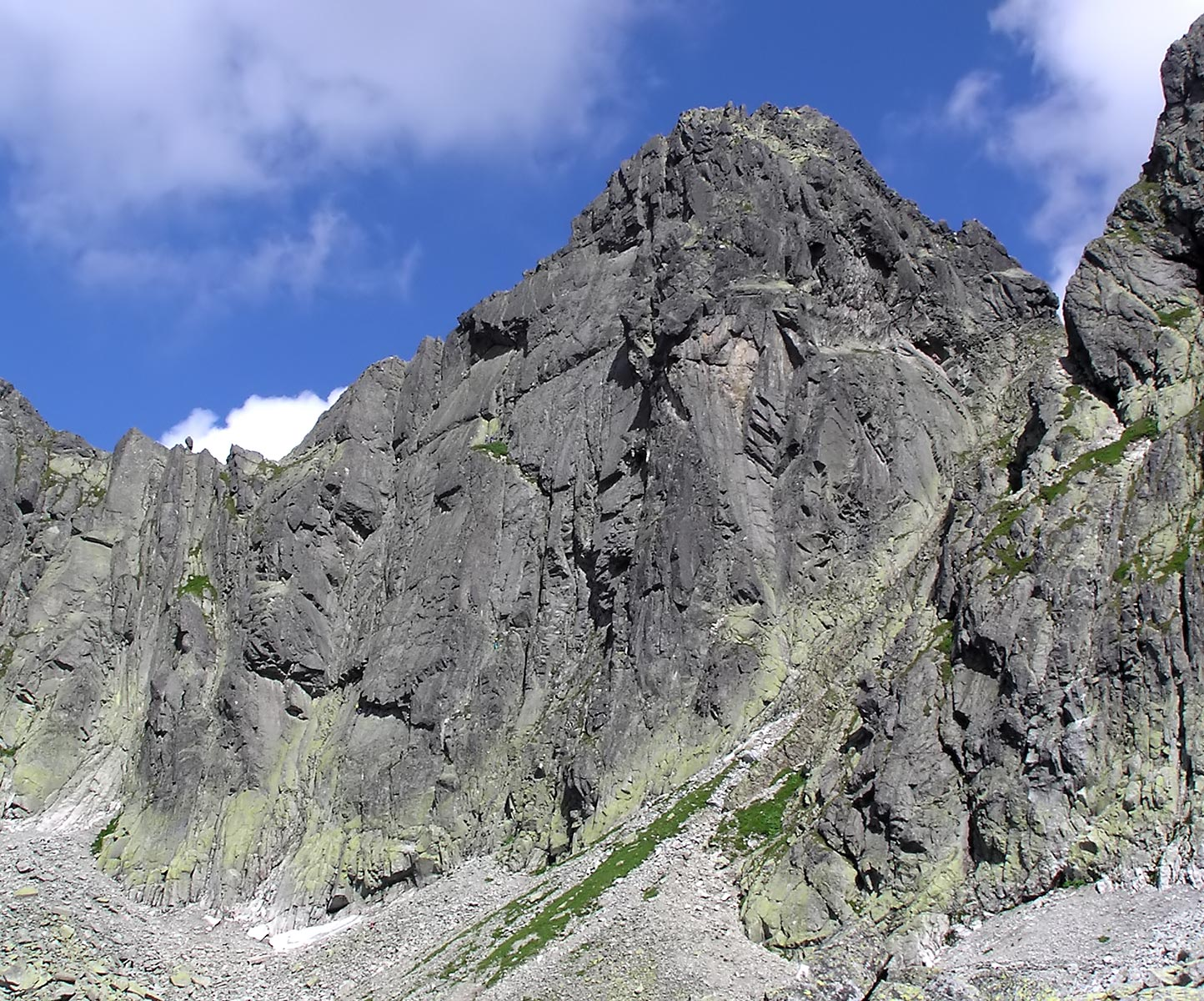
Południowa ściana Zamarłej Turni

Zamarła Turnia – polski krótkometrażowy, czarno-biały film dokumentalny zrealizowany w 1962 roku w Tatrach, przedstawiający wspinaczkę na Zamarłą Turnię jej południową ścianą.
Reżyserem był Sergiusz Sprudin współpracując ze Stanisławem Mazurkiewiczem, scenarzystą Jan Długosz. Czas trwania wyniósł 10:40 min.
W filmie wzięli udział m.in. Czesław Momatiuk, Andrzej Pietsch, Marian Własiński, Andrzej Paczkowski.